# Sterling Trucks
Sterling Trucks - марка автомобілів, що виробляються корпорацією DaimlerChrysler.
Представлений як перероблена версія лінійки продуктів асортимент Sterling був розширений у 2000-х роках вантажівками середньої вантажопідйомності (клас 5–7). У 2009 році компанія Daimler AG припинила виробництво лінійки Sterling Trucks.
Компанія Sterling утворена корпорацією Freightliner LLC в 1998 як один із виробничих підрозділів, що випускає техніку з власною мережею дилерських центрів та сервісних центрів. У 2000 році Freightliner купує компанію Western Star і передає Sterling права на рекламу та продаж магістральних тягачів, вироблених на Western Star. Центральний офіс Sterling знаходиться у Віллобай, у межах міста Клівленд, штат Огайо і підпорядковується безпосередньо центральному офісу Freightliner.
У листопаді 2008 року керівництвом Daimler Trucks North America було оголошено, що марку Sterling буде ліквідовано 1 березня 2009 року.

## Модельний ряд
- L-Line
- A-Line
- Acterra
- Sterling 360
- Bullet